# Крушинка (річка)
Крушинка — річка  в Україні, у Васильківському  районі Київської області, ліва притока  Бугаївки  (басейн Дніпра).

## Опис
Довжина річки приблизно 8 км. Формується з багатьох безіменних струмків та водойм.

## Розташування
Бере  початок на заході від Зеленого Бору. Тече переважно на південний схід через село Крушинку і між Малою Бугаївкою та Великою Бугаївкою впадає у річку Бугаївку, ліву притоку Стугни.